# Версуа
Версуа (фр. Versoix) — місто  в Швейцарії в кантоні Женева.

## Географія
Місто розташоване на відстані близько 125 км на південний захід від Берна, 10 км на північ від Женеви.
Версуа має площу 10,5 км², з яких на 32,3% дозволяється будівництво (житлове та будівництво доріг), 29,1% використовуються в сільськогосподарських цілях, 37,8% зайнято лісами, 0,8% не є продуктивними (річки, льодовики або гори).

## Демографія
2019 року в місті мешкало 13 411 осіб (+3,6% порівняно з 2010 роком), іноземців було 41,7%. Густота населення становила 1277 осіб/км².
За віковим діапазоном населення розподілялося таким чином: 25,9% — особи молодші 20 років, 58,5% — особи у віці 20—64 років, 15,6% — особи у віці 65 років та старші. Було 4769 помешкань (у середньому 2,6 особи в помешканні).
Із загальної кількості 4315 працюючих 31 був зайнятий в первинному секторі, 414 — в обробній промисловості, 3870 — в галузі послуг.